# جيسيكا هاموند
جيسيكا هاموند (بالإنجليزية: Jessica Hammond)‏ هي مغنية بريطانية، ولدت في 27 فبراير 1994.